# Sandlapper 200 1968
Sandlapper 200 1968 var ett stockcarlopp ingående i Nascar Grand National Series (nuvarande Nascar Cup Series) som kördes 8 augusti 1968 på den 0,5 mile (804,672 m) långa ovalbanan Columbia Speedway i Cayce, en förort till Columbia i South Carolina. Totalt avverkades 100 miles (160,934 km) fördelat på 200 varv. Banunderlaget var dirt. Loppet vanns av David Pearson i en Ford på tiden 1:29.30 körande för Holman Moody. Pearsons snitthastighet uppgick till 67,039 mph. Prispotten uppgick till 4 940 dollar, varav 1 100 dollar gick till segraren.

## Resultat
| Plc     | Nr | Förare            | Team/ bilägare           | Konstruktör | Start | Varv | Ledda varv |
| ------- | -- | ----------------- | ------------------------ | ----------- | ----- | ---- | ---------- |
| 1       | 17 | David Pearson     | Holman Moody             | Ford        | 10    | 200  | 75         |
| 2       | 6  | Charlie Glotzbach | Owens Racing             | Dodge       | 7     | 200  | 0          |
| 3       | 56 | LeeRoy Yarbrough  | Lyle Stelter             | Ford        | 6     | 199  | 0          |
| 4       | 64 | Elmo Langley      | Langley-Woodfield Racing | Ford        | 14    | 198  | 0          |
| 5       | 06 | Neil Castles      | Neil Castles             | Plymouth    | 5     | 197  | 0          |
| 6       | 76 | Tiny Lund         | Don Culpepper            | Ford        | 16    | 194  | 0          |
| 7       | 20 | Clyde Lynn        | Negre Racing             | Ford        | 20    | 192  | 0          |
| 8       | 34 | Wendell Scott     | Scott Racing             | Ford        | 21    | 188  | 0          |
| 9       | 25 | Jabe Thomas       | Robertson Racing         | Ford        | 13    | 187  | 0          |
| 10      | 93 | Walson Gardner    | Walson Gardner           | Ford        | 18    | 187  | 0          |
| 11      | 71 | Bobby Isaac       | K&K Insurance Racing     | Dodge       | 8     | 186  | 53         |
| 12      | 01 | Paul Dean Holt    | Dennis Holt              | Ford        | 4     | 184  | 0          |
| 13      | 4  | John Sears        | DeWitt Racing            | Ford        | 15    | 171  | 0          |
| 14      | 95 | Henley Gray       | Gray Racing              | Ford        | 22    | 165  | 0          |
| 15      | 70 | J.D. McDuffie     | McDuffie Racing          | Buick       | 11    | 159  | 0          |
| 16      | 3  | Buddy Baker       | Fox Racing               | Dodge       | 1     | 138  | 45         |
| 17      | 2  | Bobby Allison     | J.D. Bracken             | Chevrolet   | 8     | 125  | 0          |
| 18      | 45 | Bill Seifert      | Seifert Racing           | Ford        | 19    | 99   | 0          |
| 19      | 8  | Ed Negre          | Negre Racing             | Ford        | 17    | 83   | 0          |
| 20      | 28 | Earl Brooks       | Brooks Racing            | Ford        | 23    | 76   | 0          |
| 21      | 43 | Richard Petty     | Petty Enterprises        | Plymouth    | 2     | 72   | 0          |
| 22      | 9  | Roy Tyner         | Roy Tyner                | Pontiac     | 12    | 70   | 0          |
| 23      | 51 | Stan Meserve      | Margo Hamm               | Dodge       | 24    | 68   | 0          |
| 24      | 29 | Bud Moore         | Bondy Long               | Ford        | 3     | 61   | 27         |
| Källor: |    |                   |                          |             |       |      |            |